# Cori Bush
Cori Anika Bush (Saint Louis, 21 luglio 1976) è una politica statunitense, membro della Camera dei Rappresentanti per lo stato del Missouri dal 2021 al 2025.

## Biografia
Si interessò alla politica dopo i disordini di Ferguson nel 2014 dopo l'omicidio di Michael Brown. Dichiarò di essere stata assalita dalla polizia e picchiata da un agente durante le proteste ma non arrestata. Nel 2016 si candidò alle primarie del Partito Democratico per il Senato in Missouri, piazzandosi seconda dietro il segretario di Stato Jason Kander.
Nel 2018 si candidò per il seggio della Camera del primo distretto del Missouri sfidando nelle primarie democratiche il deputato in carica Lacy Clay ed ottenendo l'appoggio di diversi esponenti dell'ala più progressista del partito. Perse le primarie con il 36,9% contro il 56,7. Due anni dopo, nel 2020, si presentò nuovamente come candidata alle primarie contro Clay e questa volta riuscì a prevalere di misura con il 48,5%, sottraendo così il seggio ad una dinastia politica che lo deteneva da cinquantadue anni (Bill Clay aveva vinto il seggio nel 1968 ed era rimasto in carica fino al 2000 quando era stato vinto dal figlio Lacy). Nelle elezioni generali del 3 novembre batté nettamente il repubblicano Anthony Rogers nel distretto tradizionalmente democratico comprendente la città di Saint Louis. Cori Bush divenne così la prima donna afroamericana eletta deputata nello stato del Missouri.
Dal suo insediamento al Congresso il 3 gennaio 2021, viene annoverata come parte del gruppo di giovani deputati progressisti noto informalmente come "The Squad", insieme ad Alexandria Ocasio-Cortez, Ilhan Omar, Ayanna Pressley, Rashida Tlaib e Jamaal Bowman.